# Iodobenzè
El iodobenzè és un compost orgànic, un iodur d'aril i el més simple dels iodobenzens, que consisteix en un anell de benzè amb un hidrogen substituït per un àtom de iode. La seva fórmula química és C6H5I. És útil com a intermedi sintètic en química orgànica. És un líquid incolor volàtil, encara que les mostres envellides semblen groguenques.

## Preparació
El iodobenzè està disponible comercialment o es pot preparar al laboratori a partir d'⁣anilina mitjançant la reacció de diazotació. En el primer pas, el grup funcional amina es diazota amb àcid clorhídric i nitrit de sodi. S'afegeix iodur de potassi al clorur de fenildiazoni resultant, provocant l'evolució de nitrogen gasós. El producte se separa per destil·lació al vapor.
Alternativament, es pot produir per reacció de iode i àcid nítric amb benzè.

## Reaccions
Com que l'enllaç C–I és més feble que C–Br o C–Cl, el iodobenzè és més reactiu que el bromobenzè o el clorobenzè. El iodobenzè reacciona fàcilment amb el magnesi per formar el reactiu de Grignard, iodur de fenilmagnesi. El iodobenzè reacciona amb el clor per donar el complex, el diclorur de iodobenzè, que s'utilitza com a font sòlida de clor.
El iodobenzè també pot servir com a substrat per a l'acoblament Sonogashira, la reacció de Heck i altres acoblaments catalitzats per metalls. Aquestes reaccions es produeixen mitjançant l'addició oxidativa de iodobenzè.
L'α-oxidació de cetones catalitzada per iodobenzè, en la qual els diaciloxy(fenil)-λ-3-iodans generats in situ actuen com a oxidants reals de cetones i l'àcid m-cloroperbenzoic serveix com a oxidant terminal. L'oxidació d'una cetona amb àcid m-cloroperbenzoic en àcid acètic en presència d'una quantitat catalítica de iodobenzè, BF3·Et2O i aigua a temperatura ambient sota argó proporciona una α-acetoxicetona amb un bon rendiment. El p-metil- i p-cloroiodobenzè també serveixen com a catalitzadors eficients en aquesta oxidació directa.